# الاتحاد الجزائري لكرة السلة
الاتحاد الجزائري لكرة السلة (FABB) هو اللجنة المشرفة على كرة السلة في الجزائر تأسس سنة 1963، ويضم الاتحاد أكثر من 150 نادي جزائري يلعب في مختلف الدوريات، و هو عضو في الاتحاد الدولي لكرة السلة (FIBA) وينتمي أيضًا إلى منطقة أفريقيا.

## الرؤساء
الرئيس الحالي للاتحاد هو رابح بوعريفي.

## البطولات
هناك 4 بطولات إقليمية تابعة للاتحاد:
المركز
الشرق
الغرب
الجنوب

## الأندية

### أندية الدرجة الأولى (رجال)
- أمل جامعة عنابة
- جمعية الرياضة أبت دالجر
- شباب رياض بلديات دار البيضاء
- نادي وهران لكرة السلة
- جامعية رياض بلديات سطويلي
- شباب سبورت دو باسيلا
- مولودية دالجر
- نصر حسين داي
- أولمبيك دالجر
- الاتحاد الرياضي بسكرة
- وداد ادابي بوفاريك
- وداد امل رويبة

### أندية الدرجة الأولى (سيدات)
- جمعية سبورت ديس بت دالغر
- حسين داي
- نادي مولودية الجزائر
- يا بومرداس
- أولمبيك دالجر

## الوصلات الخارجية
- الموقع الرسمي للإتحادية الجزائرية لكرة السلة